# Kelsen (Merzkirchen)
Kelsen ist ein Ortsteil der rheinland-pfälzischen Ortsgemeinde Merzkirchen im Landkreis Trier-Saarburg.

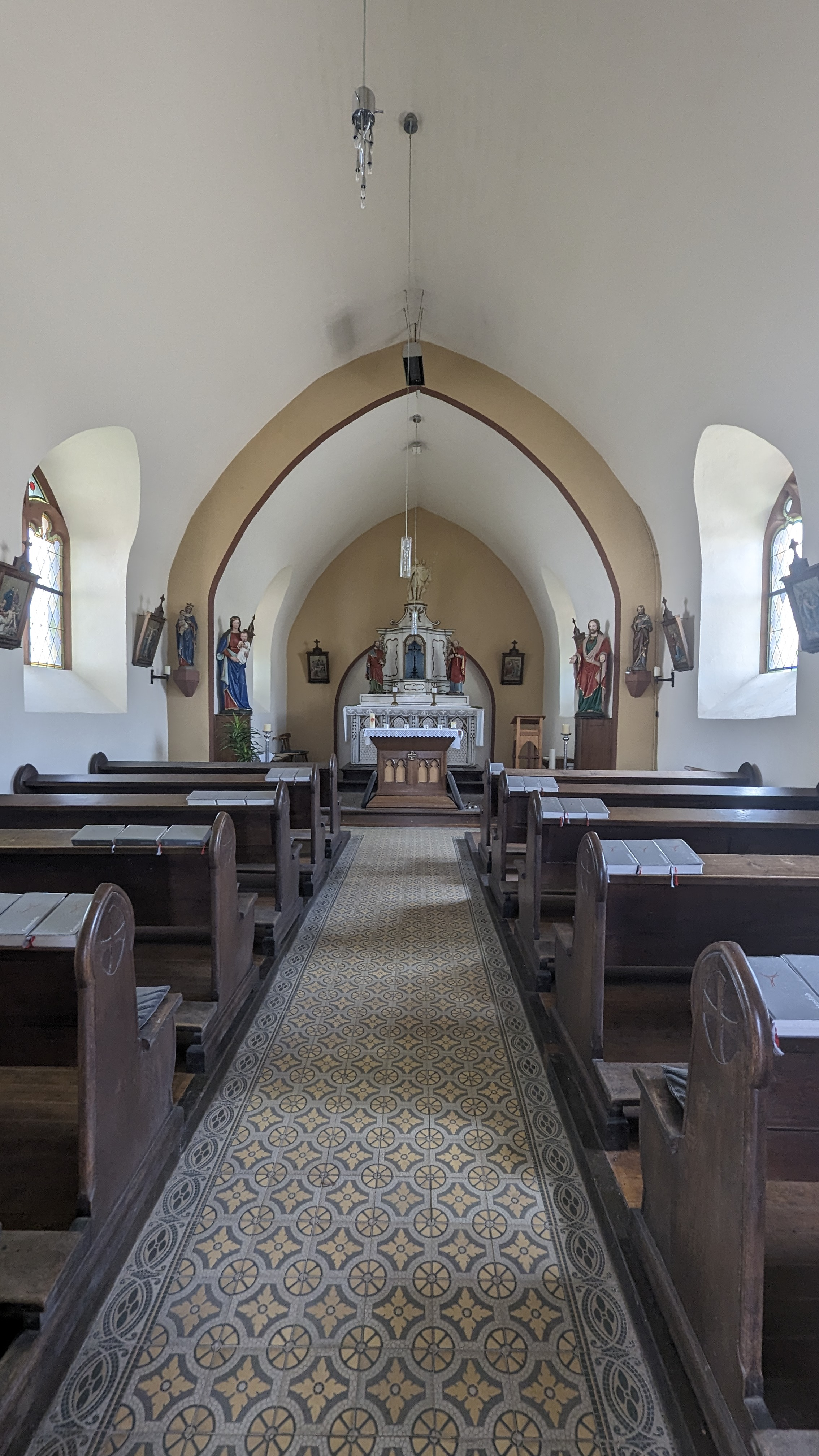
Dorfkirche St. Gangolf

## Geografie
Kelsen liegt am Osthang des Saargaues an der Grenze zum Saarland. Durch die Ortslage fließt der namengebende Kelsbach, der hier auch in einer gefassten Quelle entspringt. Die hügelige Landschaft wird landwirtschaftlich genutzt und ist geprägt von Weideland, Ackerflächen und Streuobstwiesen, Wald bedeckt nur einen kleinen Teil der Gemarkungsfläche. Die nächstliegenden Orte sind Portz (Ortsteil von Merzkirchen) im Norden, Meurich (Ortsteil von Kirf) im Süden und Merzkirchen im Nordwesten. Durch den Ort führen die Kreisstraßen K 120 (Merzkirchen – Meurich) und K 122, die zur K 121 (Portz – Trassem) verbindet.

## Geschichte
Bedingt durch den Bau einer Römerstraße Trier – Metz, die in etwa eineinhalb Kilometer Entfernung vorbeiführte, wurde in der Gemarkung Kelsen seit dem 1. Jahrhundert eine Besiedlung ermöglicht. Zeugnis hierüber geben drei römische Gutshöfe aus dem 1. bis 4. Jahrhundert, einer konnte in der Ortslage nachgewiesen werden. Zudem hat man auf dem Pelmberg reich ausgestattete Gräber aus der Frankenzeit (3. bis 9. Jahrhundert) ausgegraben, deren Funde heute im Rheinischen Landesmuseum in Trier zu besichtigen sind.
Die erste urkundliche Erwähnung des Ortes als Kelse erfolgte im 12. Jahrhundert, 1488 hatte Kelsen schon seinen heutigen Namen. Die ältesten erhaltenen Häuser des als Straßendorf angelegten Ortes stammen aus dem frühen 19. Jahrhundert.
Am 18. Juli 1946 wurde die damalige Gemeinde Kelsen gemeinsam mit weiteren 80 Gemeinden der Landkreise Trier und Saarburg dem im Februar 1946 von der übrigen französischen Besatzungszone abgetrennten Saargebiet angegliedert, das zu der Zeit nicht mehr dem Alliierten Kontrollrat unterstand. Am 6. Juni 1947 wurde diese territoriale Ausgliederung bis auf 21 Gemeinden wieder zurückgenommen, damit kam Kelsen an das 1946 neugebildete Land Rheinland-Pfalz.
Am 16. März 1974 wurde die bis dahin eigenständige Gemeinde Kelsen zusammen mit fünf weiteren Gemeinden zur Ortsgemeinde Merzkirchen in Form einer Neubildung zusammengefasst.
Vor der Neubildung der Gemeinde hatte Kelsen 104 Einwohner.

## Politik

### Ortsbezirk
Kelsen ist gemäß Hauptsatzung einer von sieben Ortsbezirken der Ortsgemeinde Merzkirchen. Der Bezirk umfasst das Gebiet der ehemaligen Gemeinde. Auf die Bildung eines Ortsbeirats wurde verzichtet. Die Interessen des Ortsbezirks werden von einem Ortsvorsteher vertreten.
Stefan Moersch (CDU) wurde am 3. Juli 2019 Ortsvorsteher von Kelsen. Bei der Direktwahl am 26. Mai 2019 war er mit einem Stimmenanteil von 76,74 % gewählt worden. Bei der Direktwahl am 9. Juni 2024 wurde er als einziger Bewerber mit 83,7 % für weitere fünf Jahre in seinem Amt bestätigt.
Sein Vorgänger war Gerhard Peter.

### Wappen
| Wappen von Kelsen |
| Wappenbegründung: Das rote Kreuz auf weißem Grund im Schildhaupt symbolisiert Kurtrier als ehemaligen Landesherrn. Der graue Löwenkopf auf schwarzem Grund mit der herausschnellenden roten Zunge steht für das Haus Warsberg, seit 1258 lange Zeit Grundherren in Kelsen. |

Das Wappen wurde 1967 eingeführt, es stammt von Ernst Steffny.

## Wirtschaft
Während Kelsen 1787 noch 131 Einwohner hatte, vorwiegend Landwirte und Forstbedienstete, sind es in jüngerer Zeit nur noch etwa 80, deren Erwerbszweige der Fremdenverkehr mit der Vermietung von Ferienwohnungen und der bescheidene Handel von Obst, Honig, Brennereierzeugnisse sowie Viez darstellen.

## Sehenswertes

### Kirche St. Gangolf

#### Vorgänger-Kapelle Simon und Judas
Die Anfänge der Kelsener Kirche sind in den Kirchenbüchern von Kirf zu finden, denn bis 1859 war Kelsen Filiale von Kirf. 1657 wurde in einem Visitationsbericht von einer baufälligen Kapelle berichtet, so dass anzunehmen ist, dass es die Kapelle zu Zeiten einer Visitation im Jahre 1569 bereits gab. In mehreren Berichten wurde die Kapelle Simon und Judas, die auf einem Hügel hangabwärts (Lage→) stand, als baufällig erwähnt, sie musste 1906 wegen Feuchte und Baufälligkeit abgerissen werden.

#### Heutige Kirche St. Gangolf
Bereits 1873 hatte man eine Parzelle für den Kirchenneubau erworben (Lage→). Seit 1905 weigerte sich der Pfarrer, in der alten, nassen und baufälligen Kapelle die Messe zu halten. Wertvolle Teile der Kapelle wurden in den Bau der neuen Kirche übernommen, die am 27. Februar 1909 dem Hl. Gangolf geweiht wurde. Der Architekt Peter Marx aus Trier schuf mit dem Bauunternehmer Theodor Horbach aus Trier einen nach Westen ausgerichteten, einfachen Rechteckbau in den Maßen 15,2 mal 7,8 Metern. Der zweigeschossige Turm ist 9,6 m hoch und 3 m breit, man betritt durch ihn die Kirche. Das Erdgeschoss ist nach allen Seiten offen und hat eine Kreuzgratgewölbedecke. Ein schmales Fenster im Turmerdgeschoss lässt nur wenig Licht ins Innere. Die Glockenstube mit der Bronzeglocke von 1801 im Obergeschoss trägt eine oktogonale Welsche Haube und hat mehrere Klangarkaden. Das Schiff ist 9,60 m lang und 6,10 hoch und hat eine spitzbogige Decke. Der eingezogene Chor ist 3,60 m mal 6,40 m groß. Die Giebelwand ist gerade. Im Inneren des Schiffes ist die spitzbogige Decke 6,10 m hoch. Das Schiff wird durch vier breite Fenster mit Mittelstütze und Maßwerk aus rotem Sandstein beleuchtet. Sie haben eine Rautenverglasung mit Zierrand. Der Chor hat zwei schmale Fenster mit Darstellungen des knienden und des sterbenden Hl. Gangolf (1907). Die Glocke wird automatisch geläutet, die Glocken der übrigen Ortsteile von Merzkirchen werden noch von Hand geläutet.
Der barocke Altar steht auf einem Podest. Der blockartig wirkende, etwa 2 m breite und knapp 1 m hohe Altartisch zeigt an der Vorderseite vier Segmente, die plastisch mit Verzierungen, Fialen und Spitzbogen-Dreipässen versehen sind. Auf dem Altartisch liegt eine 20 cm dicke Leuchterbank und darauf der ältere Teil des Altars aus dem 18. Jahrhundert. Ein dreiteiliger Drehtabernakel bildet die Mitte dieses Altarteils. Auf einem Sockel mit dem Allsehenden Auge Gottes steht eine Figur des Hl. Gangolf, ein Terracotta-Guss von 1935 aus der WQerstatt des Trierer Bildhauers Carl Walter. Zu seinen Füßen steht ein Modell der St.-Gangolf-Kirche zu Trier. Zu beiden Seiten des Mittelteils des Altars stehen die 95 cm hohen, bunten Terracotta-Figuren der früheren Patrone Simon und Judas, auf die der Hl. Gangolf hinab blickt. Sie stammen noch aus der alten Kapelle und sind auf 1866 datiert. Die Kirche beherbergt des Weiteren zwei Statuen der Gottesmutter (1887 und 20. Jahrhundert), des Hl. Josef (1887) und von Christus (20. Jahrhundert) sowie eine Pietà (1887) und einen Kreuzweg mit 14 Stationen aus dem früher 20. Jahrhundert. Hinter dem Altar ist der Beichtstuhl aus Eichenholz.
Neben dem Kapelleneingang befindet sich eine Sandstein-Gedenktafel mit den in den beiden Weltkriegen gefallenen oder vermissten Dorfbewohnern. Kirche nebst Umfeld stehen seit 1992 unter Denkmalschutz. 1912 wurden sechs Lindenbäume vor der Kirche gepflanzt, von denen 1963 nur noch drei vorhanden waren. Heute sind es nur noch zwei, die unter Naturschutz stehen. Das Ensemble bildet einen markanten Punkt im Ortsbild.

Bilder der Kirche
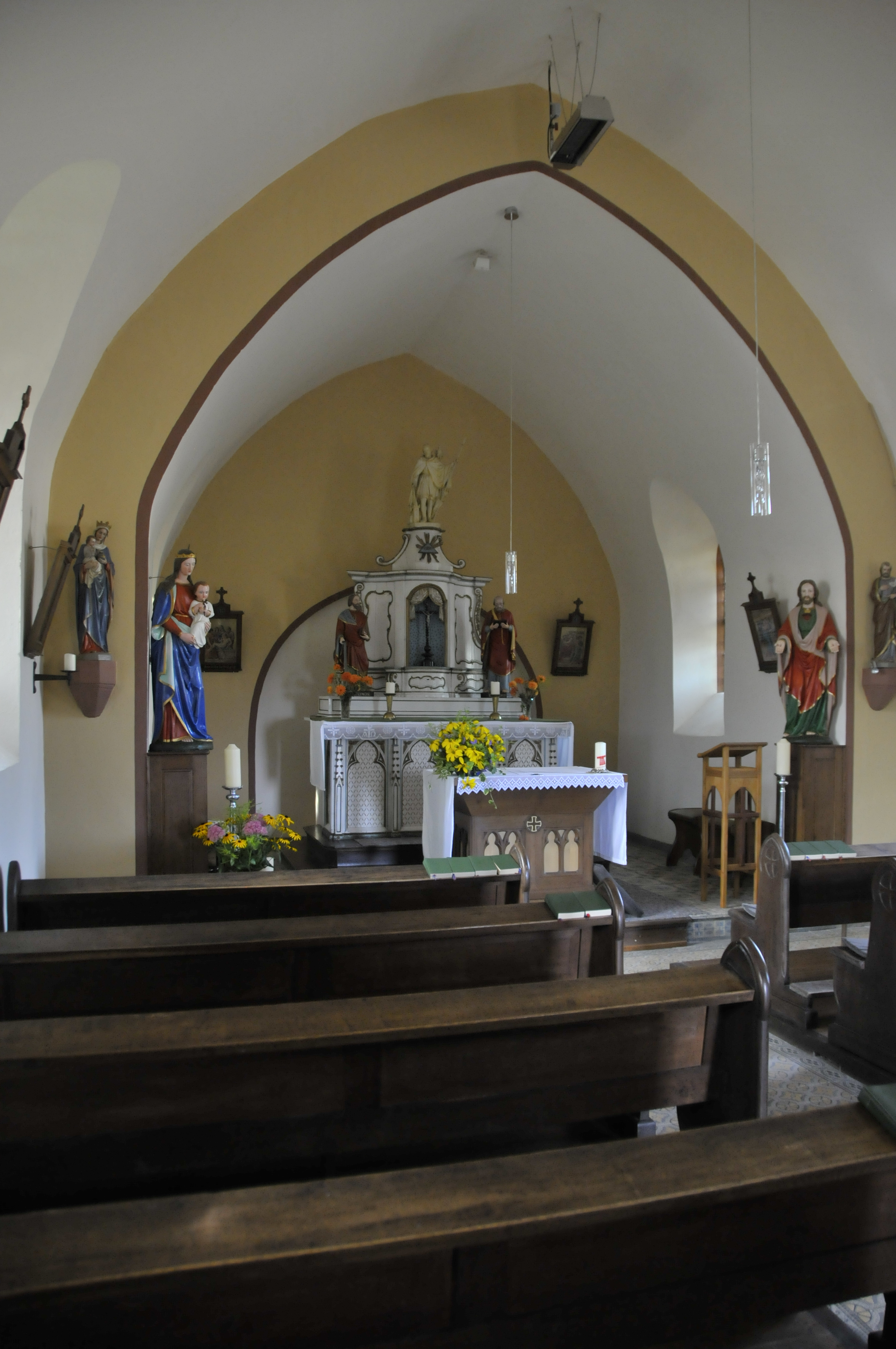
Blick zum Altarraum
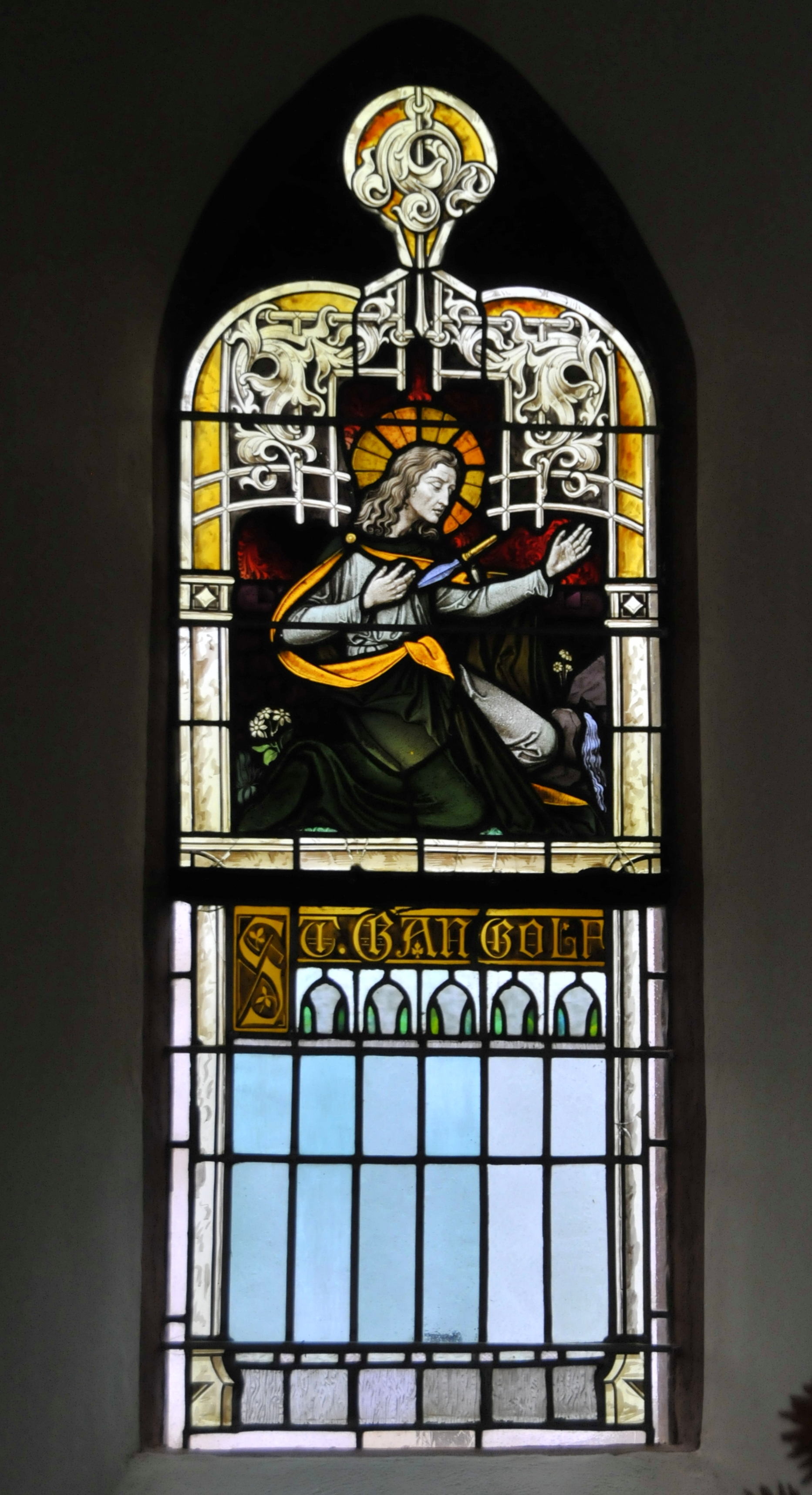
Jugendstil-Kirchenfenster mit dem Patron St. Gangolf, in dessen Brust ein Messer steckt
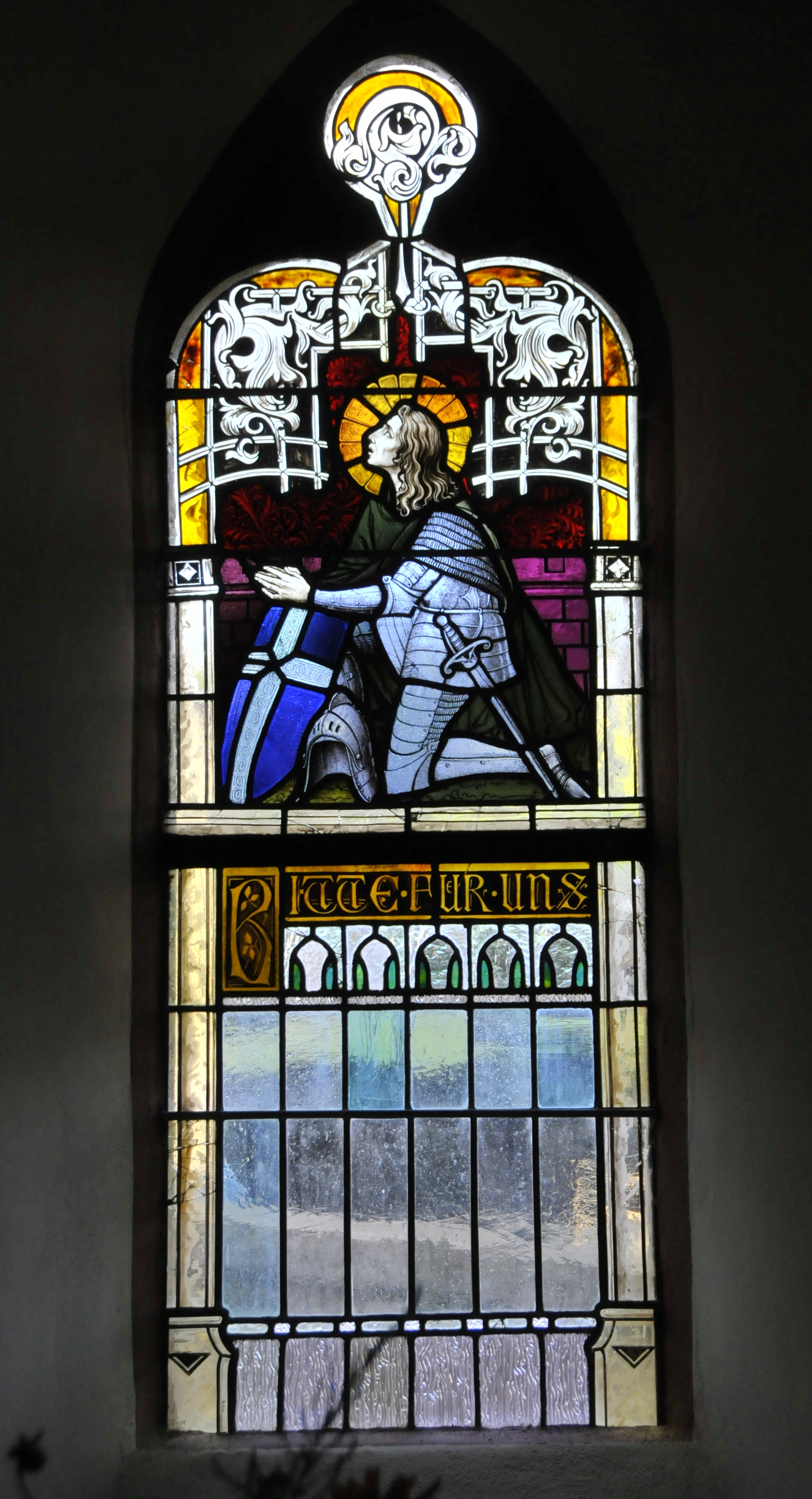
Kniender Gangolf mit Schwert
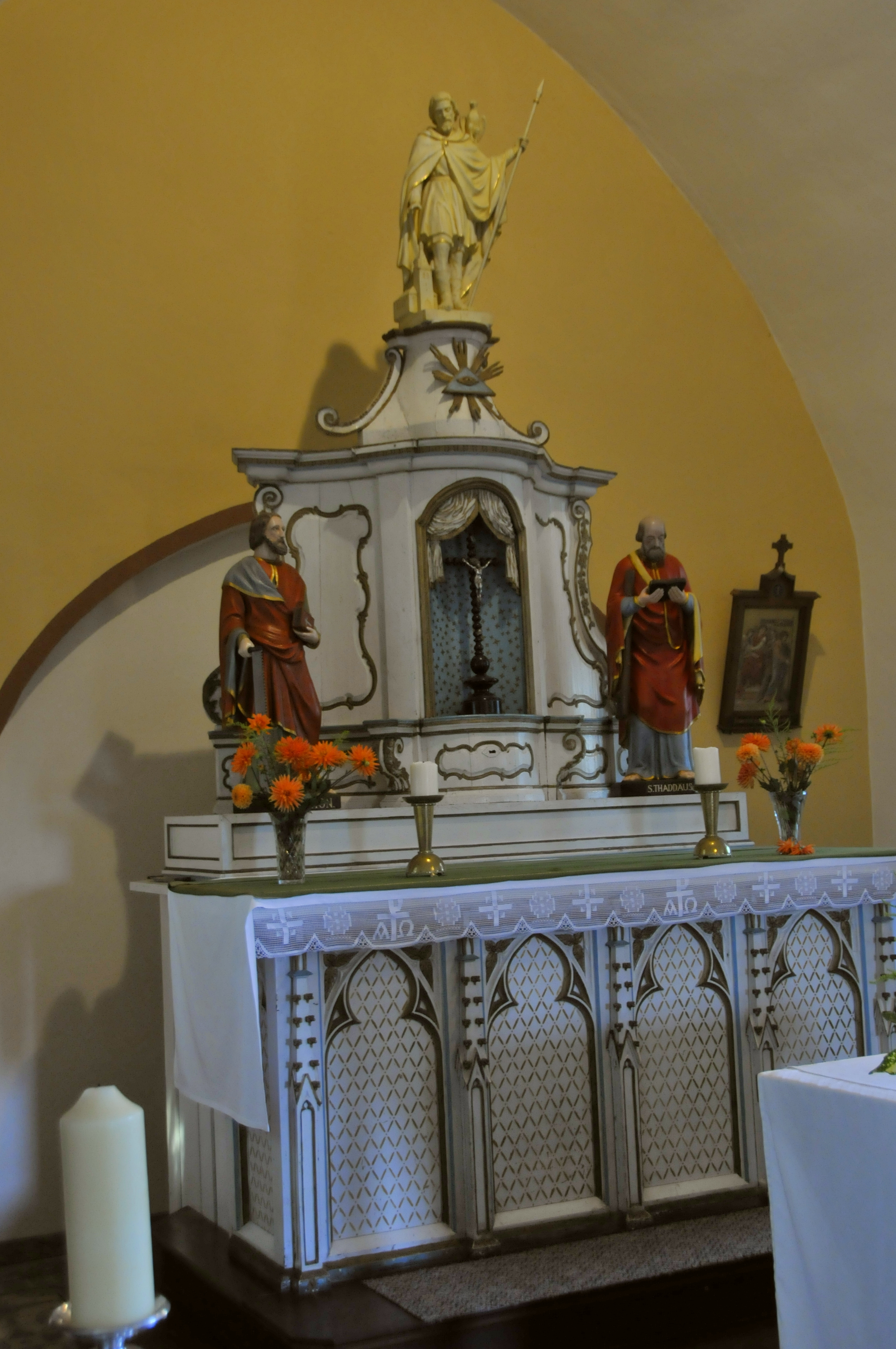
Altar, an der Spitze St. Gangolf
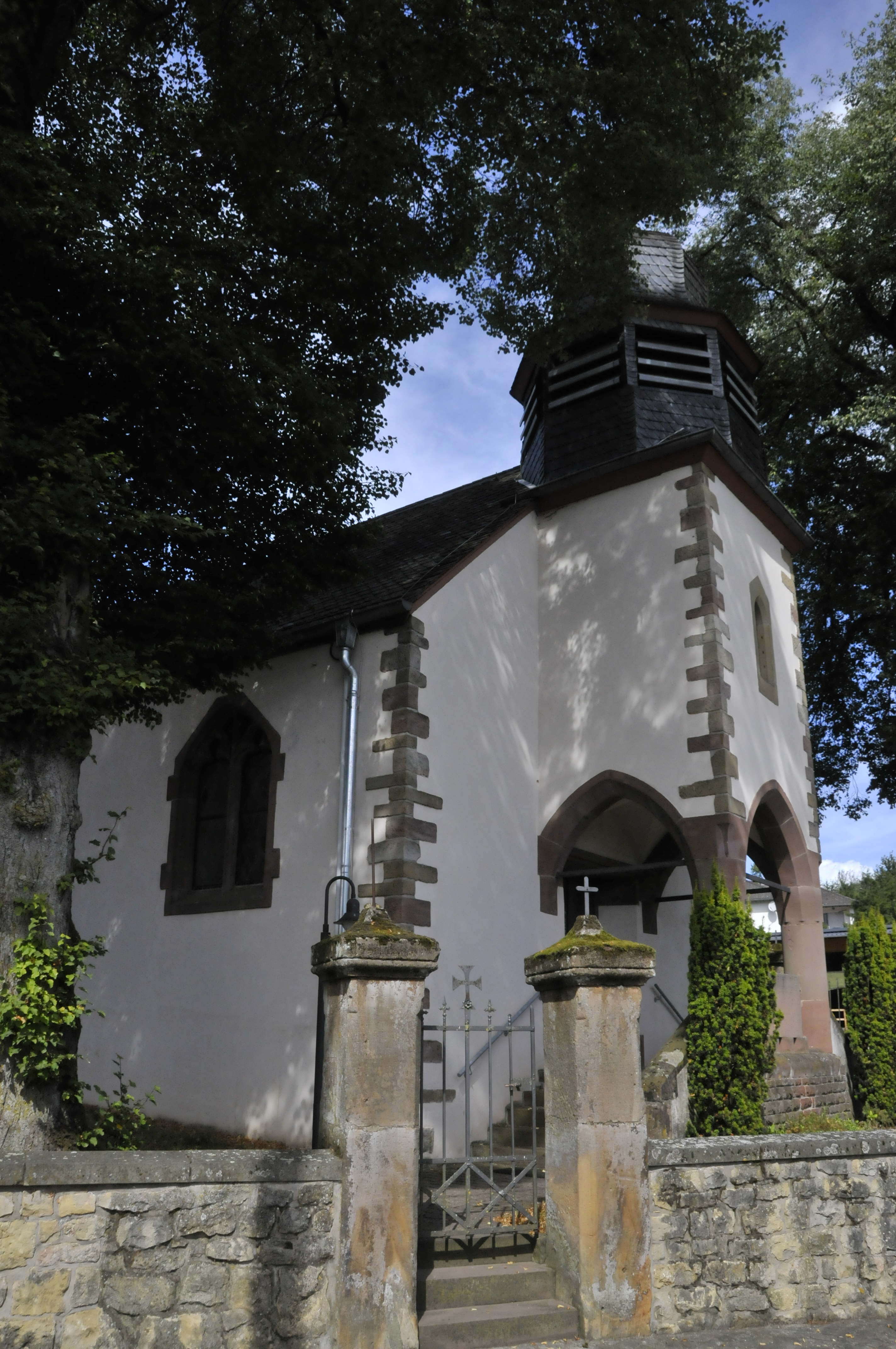
Südosteingangstor zum Kirchhof

### Sonstige Sehenswürdigkeiten

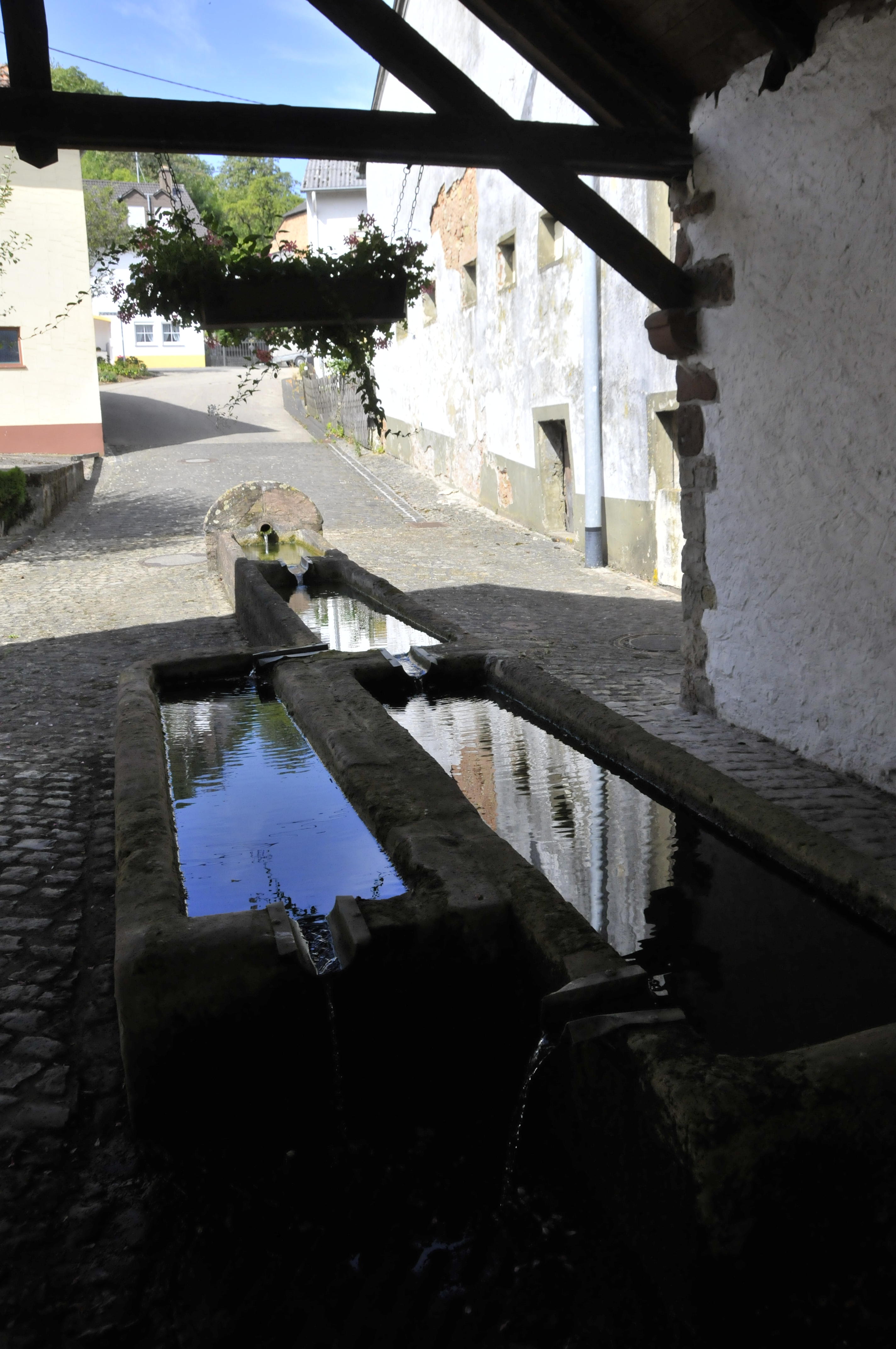
Keysbrunnen

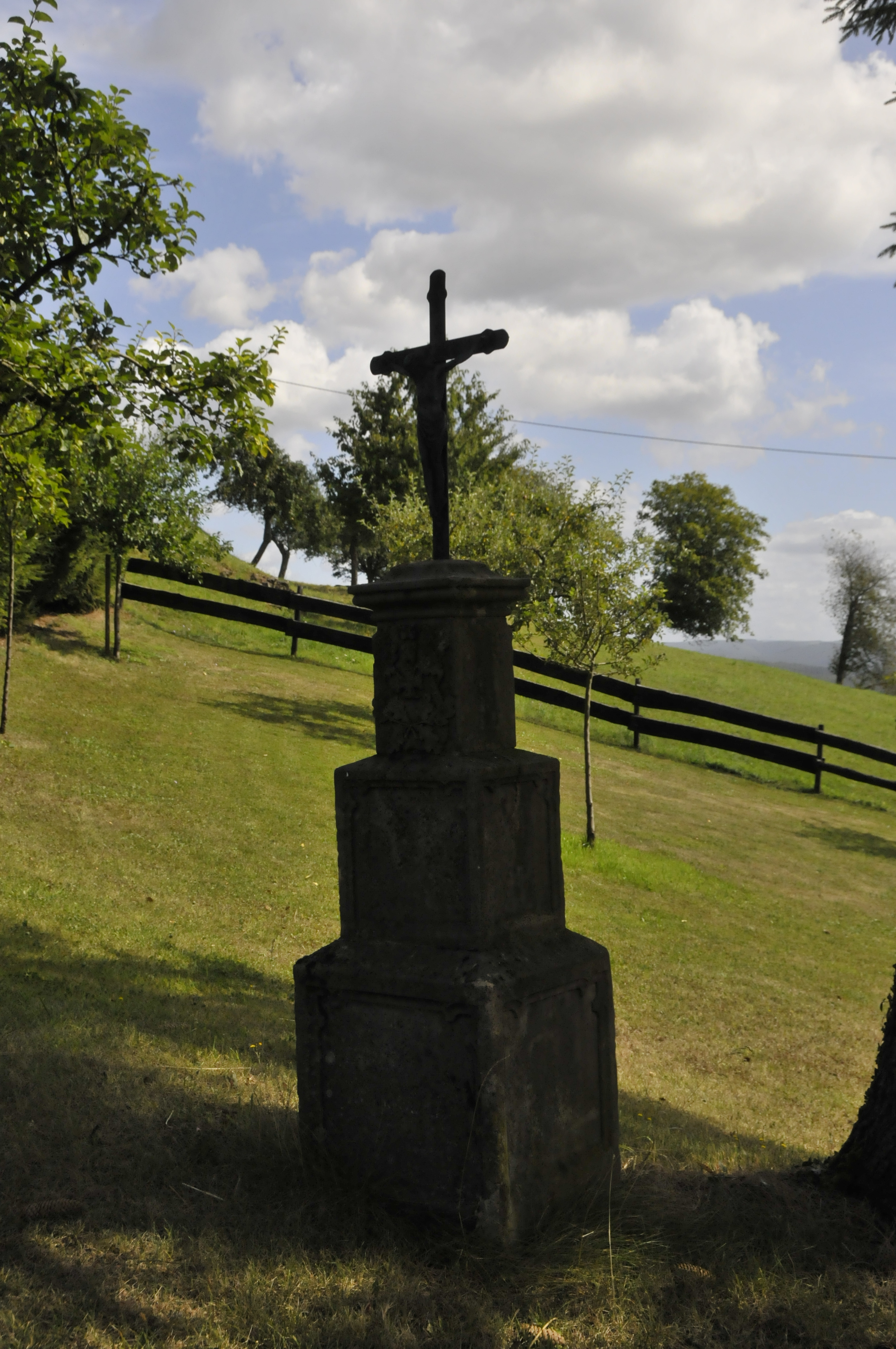
Büchelkreuz

- Keysbrunnen: eine 1873 gebaute Anlage mit fünf Wasch- und Tränkebecken, allerdings mit anderer Aufstellung als heute. Hier war auch ein Geräteraum abgeteilt zur Aufnahme von Feuerspritze und Feuerbekämpfungshilfsmitteln. Die schon zu früheren Zeiten gefasste Quelle des Kelsbaches speist(e) die Anlage. 1908 maß man eine tägliche Quellschüttung von 75 m² reinem Wasser. Nach dem Zweiten Weltkrieg wurde Anlage umgebaut: vier Tröge ohne die Wascheinrichtung bilden nun einen kleinen Dorfplatz, an dem man sich trifft und wo seit 1983 alle drei Jahre ein Brunnenfest abgehalten wird, bei dem lokale Leckereien angeboten werden wie Viez oder Schinkenbrote. Die Gäste werden dabei mit Musik von Gesangs- und Musikvereinen aus der Umgebung unterhalten.
- Windsloch Orchideenstandort mit Knabenkraut, Nestwurz, Großes Zweiblatt und Seidelbast im Süden des Ortes. Hier soll in römischer Zeit ein kleiner Tempel gestanden haben.
- Im aufgelassenen Steinbruch außerhalb der Ortslage finden sich Weißdorn, Schlehe und Trockenrasen.
- Haus Nr. 15: Quereinhaus, nordöstlich der Kirche (Lage→) Verputzter Bau unter einem schiefergedeckten Krüppelwalmdach. Eine Inschrift weist ihn als in 1867 erbaut aus. Die Fassadengliederung ist gekennzeichnet durch Lisenen als Rahmen und eine Putztraufe. Die Kellerdecke liegt oberhalb des Straßenniveaus, so dass das Haus über drei Eingangsstufen betreten wird. Die Fenster sitzen im Erdgeschoss auf einem schmalen Sohlbankgesims, die Einfassungen der Fenster bestehen aus Buntsandstein. Der benachbarte Wirtschaftsteil zeigt ein korbbogiges breites Scheunentor, eine Stalltür und darüber einen Tennenboden für Futter und Getreide. Das Anwesen ist gut erhalten und wurde 1992  restauriert. Vor dem Anwesen betritt man eine altgepflasterte Hoffläche.
- Am westlichen Dorfausgang an der K 120 (Lage→) steht das Kriegergedächtniskreuz („Büchelkreuz“) auf einem dreiteiligen Sandsteinpostament aus würfelförmigen Elementen. Auf dem obersten Aufsatz steht ein modernes gusseisernes Kruzifix. Die Vorderseite dieses Würfels trägt ein Relief, das ein Eisernes Kreuz mit Eichenblättern darstellt. Die Basis für die Würfel bildet ein Sandsteinblock, der in die Erde eingelassen ist. Das Kreuz wurde zu Ehren des im Alter von 22 Jahren am 19. Juni 1915 in Nennig gefallenen Matthias Büchel aufgestellt. Das Eisenkreuz wurde 1992 erneuert.
- Am Feldweg nach Portz, der anfangs parallel zur K 122 verläuft, steht am linken Wegrand ein weiteres Steinkreuz, das Bennings-Kreuz (Lage→). Das Oberteil enthält das Christusmonogramm (XP). Das Kreuz hatte eine Höhe von etwa 2,10 m und ist heute unvollständig: der Inschriftenteil fehlt. Dieser Teil wurde vom früheren Grundstücksbesitzer namens Benning in Verwahr genommen und in seinem Garten aufgestellt. Ursprünglich stammte der Stein vom Kelsener Friedhof und landete hier auf der Wiese, nachdem der Gottesacker zu klein geworden war. Es ist der Grabstein der Großmutter von Benning, was die Inschrift belegt: JESU MARIA JOSEF AÑA Anna Benning aus Kelsen, Jungfrau gest. 22. Juli 1866 alt 32 Jahr. Der Inschriftenblock ist heute verschwunden, die Inschrift wurde vom Kelsener Restaurator und Heimatforscher Ernst Steffny um 2000 abgeschrieben.